# Јавна фиксна телефонска мрежа
Јавна фиксна телефонска мрежа (енгл. Public Switched Telephone Network) је интегрисани систем који примењује технологију комутације канала, што значи да је преодређени говорни канал додељен сваком појединачном разговору. Овакве интегрисане мреже постоје на локалном, националном и интернационалном нивоу и још увек представљају основну инфраструктуру за јавне телекомуникације. PSTN мреже се састоје од од бакарних телефонских линија, радио релејних система преноса, оптичких каблова, сателитских линкова и мобилних мрежа. Осим фиксних аналогних линија до крајњих корисника, PSTN систем је сада потпуно дигитализован, у свом језгру заснован на преносу бита односно кодова. PSTN мреже су на миграцијском путу према VoIP-у. VoIP систем обавља дигитализацију аналогног сигнала, кодирање и компресију, затим сегментацију у пакете и пренос до одредишта. Таква порука не захтева говорни канал. Уместо тога, порука може бити послата преко истих линија које се користе за интернет.